# Капнин, Константин Львович
Капнин Константин Львович (1890 — после 1945) — военный деятель Белого движения на Юге России, полковник (1920), эмигрант.

## Дореволюционные годы
Родился в дворянской семье; потомственный военный. Окончил Сумский кадетский корпус (1907), в 1909 году — Александровское военное училище, после чего поступил в Николаевскую военную академию Генерального штаба в 1913 году. Служил в 1-м Кавказском горно-артиллерийском дивизионе, а с 1910 года — в 31-й артиллерийской бригаде. В Первой мировой войне исполнял должность старшего адъютанта при штабе 31-й пехотной дивизии, затем вернулся в 31-ю артиллерийской бригаде и получил чин поручика. В 1916 году произведён в штабс-капитаны. Награждён орденами Св. Анны 4-й ст., Св. Станислава 3-й ст. с мечами и бантом, Св. Владимира 4-й ст. с мечами и бантом. В 1917 году окончил Академию Генштаба в чине капитана, был переведен в генштаб и был назначен старшим адъютантом штаба 10-го армейского корпуса, а впоследствии штаб-офицером. Революцию встретил с крайним неприятием.

## В составе ВСЮР
17 августа 1918 года Капнин вступил в ряды Добровольческой армии и принимал участие во 2-м Кубанском походе, взятии Екатеринодара.
На протяжении всей службы в ВСЮР занимался штабной работой: до 3 июля 1919 года руководил штабом 7-й пехотной дивизии и участвовал во взятии Царицына, а во время похода белых армий на Москву — штабом Корниловской дивизии. В марте 1920 году получил чин полковника. Должность начальника штаба Корниловской дивизии занимал вплоть до августа 1920 года. 

## Эмиграция
После эвакуации остатков Русской армии из Крыма Капнин перебрался в Чехословакию, где принимал активное участие в жизни Русского зарубежья, в частности, написав обширные мемуары, посвященные своему участию в Гражданской войне. Мемуары эти долгое время хранились в ЦГАКФД РФ и были впервые опубликованы в 2010 году в городе Орле.
После освобождения Праги советскими войсками в 1945 году Константин Львович был арестован и переправлен в трудовые лагеря СССР, где и погиб. Дата и место его смерти неизвестны.